# Katharina Heinroth

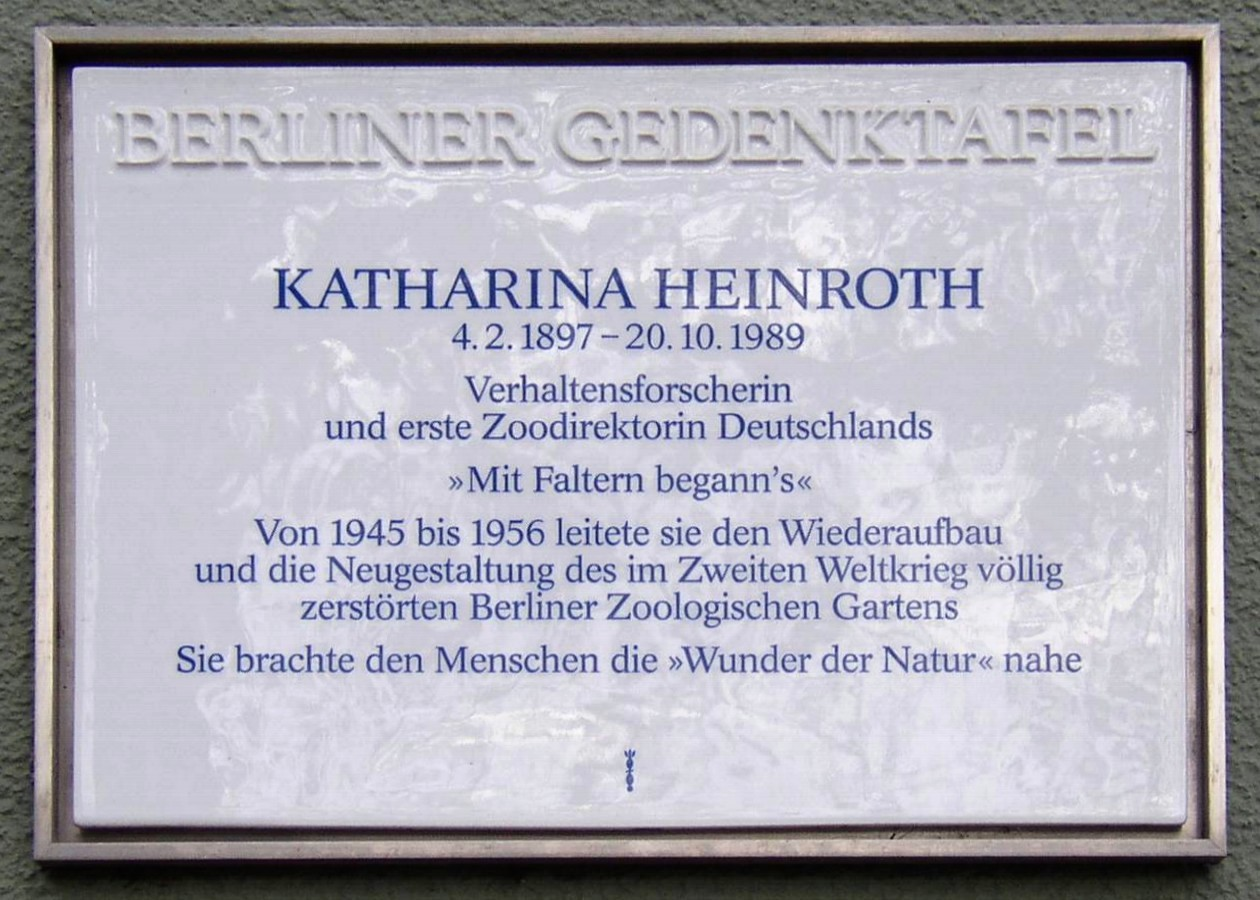
Gedenksteen in de dierentuin van Berlijn

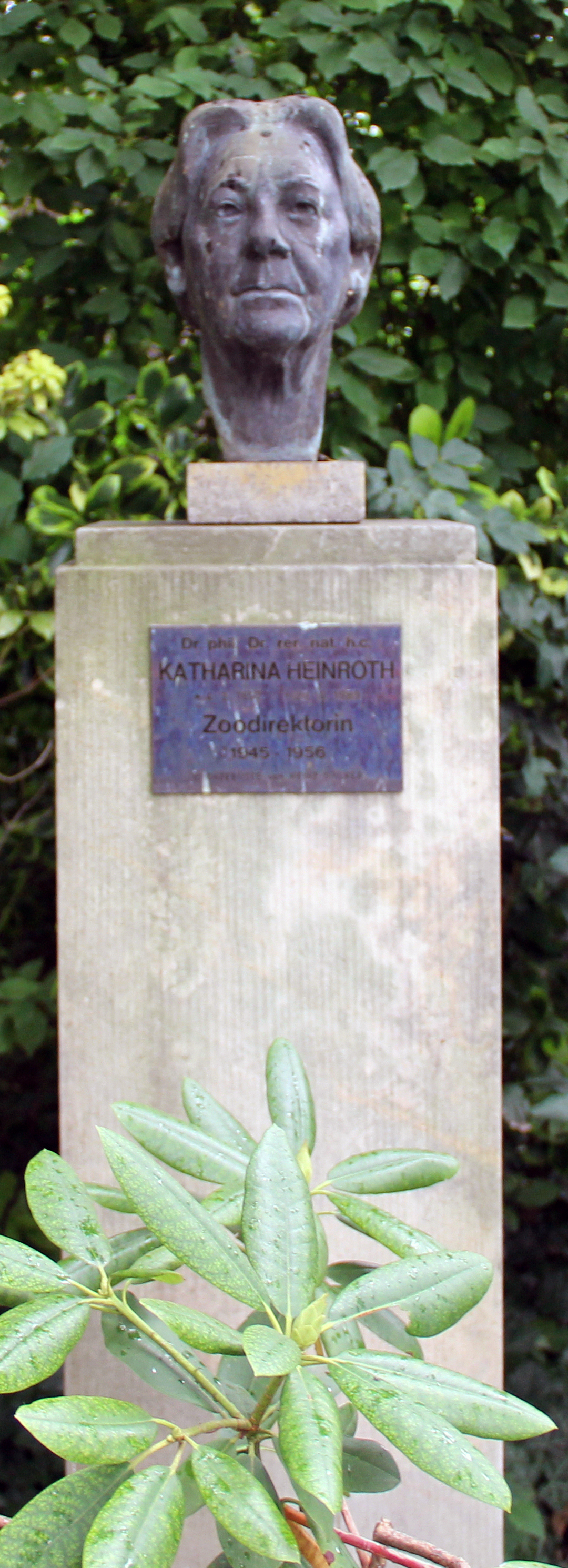
Borstbeeld in dezelfde dierentuin

Katharina Heinroth (geboren als Katharina Berger, Breslau in het Duitse Keizerrijk, 4 februari 1897 - West-Berlijn, 20 oktober 1989) was een Duitse dierkundige en dierentuindirecteur tussen 1945 en 1956.

## Biografie
Als kind hield Katharina kleurmuizen en had ze belangstelling voor vlinders. In 1916 kreeg ze toegang tot de universiteit. Op verzoek van haar vader deed ze eerst pedagogiek maar al gauw schakelde ze over naar zoölogie, plantkunde, geografie en geologie aan de toenmalige universiteit van Breslau (nu: Universiteit van Wrocław). Daar promoveerde zij in 1923 cum laude op een studie naar het hoorvermogen bij reptielen. In 1925 ging ze met haar verloofde Gustav Adolf Rösch naar München die daar een aanstelling had bij Karl von Frisch. Kort daarna kreeg Katharina daar ook een aanstelling als assistent en deed onderzoek aan bijen.
In 1928 gingen zij samen naar Berlijn en trouwden daar, maar kort daarna scheidde Katharina van Rörsch. Zij handelde zelf de financiële gevolgen van de scheiding af en werd secretaresse en bibliothecaresse in Halle. In de avonduren maakte zij studie van springstaarten. Eerder in Berlijn had ze Oskar Heinroth leren kennen. In 1933 trouwde zij met hem en werkte met hem samen. Na de vlucht van dierentuindirecteur Lutz Heck en de dood van haar echtgenoot Oskar, werd zij wetenschappelijk directeur van de Zoologischer Garten Berlin die tijdens de oorlog zwaar was beschadigd. Tot 1 januari 1957 was zij nauw betrokken bij de wederopbouw van de dierentuin. In die periode werd het aquarium hersteld en kwamen er speciale onderkomens voor de antilopen, olifanten en nijlpaarden. Zij was in die tijd de enige vrouwelijke dierentuindirecteur en werd daarom "Katharina de Enige" genoemd.
Verder zette zij het werk van haar man voort aan een omvangrijke publicatie over de vogelwereld van Midden-Europa. Daarnaast had ze een leeropdracht in de algemene dierkunde aan de Technische Universiteit Berlijn. Ze kreeg diverse onderscheidingen en was lid van internationale wetenschappelijke verenigingen. Samen met haar echtgenoot Oskar Heinroth wordt ze gerekend tot de stichters van ethologie als volwaardige vakwetenschap binnen de biologie.

## Bron
- Dit artikel of een eerdere versie ervan is een (gedeeltelijke) vertaling van het artikel Katharina Heinroth op de Duitstalige Wikipedia, dat onder de licentie Creative Commons Naamsvermelding/Gelijk delen valt. Zie de bewerkingsgeschiedenis aldaar.

- Gemeinsame Normdatei: 118548557
- International Standard Name Identifier: 0000 0001 1068 0853
- Library of Congress Control Number: n85816784
- Nationale Bibliotheek van Israël: 987007262429905171
- Nederlandse Thesaurus van Auteursnamen: 069375720
- Système universitaire de documentation: 11158244X
- Virtual International Authority File: 65476011
- WorldCat: E39PBJrwPPd9jXVVDgCcgJDwmd